# Рьомикур
Рьомикур (на френски: Remicourt) е селище в Югоизточна Белгия, окръг Уарем на провинция Лиеж. Населението му е около 5000 души (2006).